# Giacomo Caetani Stefaneschi
Giacomo Caetani Stefaneschi, född cirka 1261 i Rom, död 23 juni 1341 i Avignon, var en italiensk kardinal och mecenat. 

## Biografi
Giacomo Caetani Stefaneschi var son till Pietro Stefaneschi och Perna Orsini. Initialt studerade han i Rom. Därefter studerade han i Paris under Ægidius Romanus. Senare läste han rättsvetenskap vid Bolognas universitet, där han avlade doktorsexamen.
Stefaneschi återvände till Rom under påve Nicolaus IV:s (1288–1292) pontifikat. Han blev bland annat auditör vid Rota Romana.
I december 1295 upphöjde påve Bonifatius VIII Stefaneschi till kardinaldiakon med San Giorgio in Velabro som diakonia. Han kom att delta i sammanlagt fyra konklaver.
Kardinal Stefaneschi avled i Avignon och är begravd i Peterskyrkan. Han var mecenat och stödde konstnärer och författare. Han kallade Giotto till Rom och beställde av denne en triptyk – Stefaneschitriptyken

## Konklaver
Kardinal Stefaneschi deltog i fyra konklaver.
| Konklav   | Vald påve      |
| --------- | -------------- |
| 1303      | Benedictus XI  |
| 1304–1305 | Clemens V      |
| 1314–1316 | Johannes XXII  |
| 1334      | Benedictus XII |

## Bilder

Kardinal Giacomo Caetani Stefaneschis diakonia
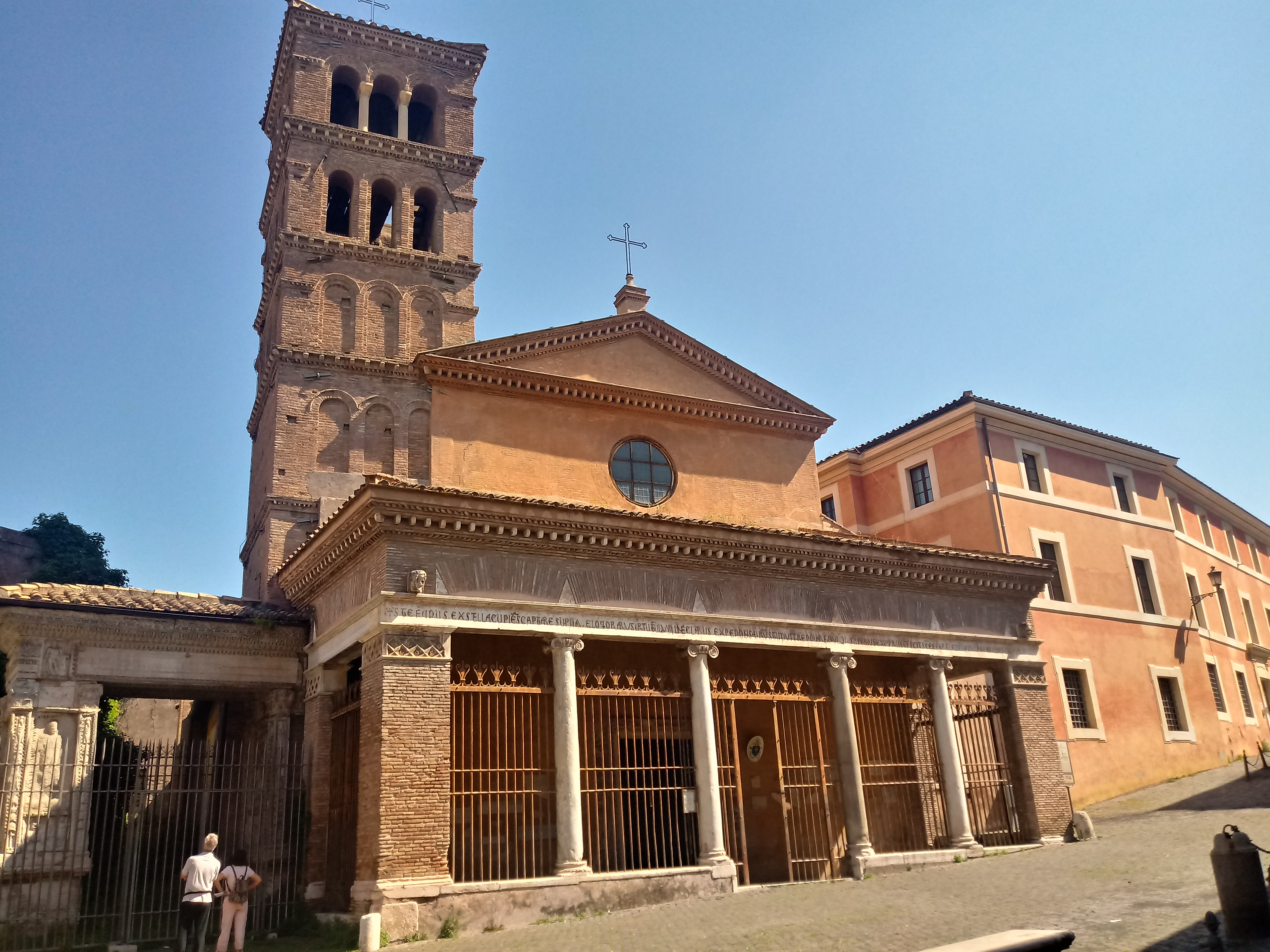
San Giorgio in Velabro.